# Mayoría cualificada
Una mayoría cualificada (también mayoría calificada), mayoría especial o supermayoría es un umbral establecido en los sistemas de votación para la aprobación de cambios estructurales o de especial trascendencia en el órgano en el que se vota, por ejemplo cuando se quiere modificar las reglas básicas por las que se rige. Por ejemplo, la modificación de los estatutos de una asociación o el cambio de una constitución suelen requerir mayorías cualificadas superiores a la mitad de los votos. En lugar de requerir una mayoría simple (mitad más uno de los votos emitidos) o una mayoría absoluta (mitad más uno de los votos posibles), los cambios estructurales suelen aprobarse mediante una mayoría cualificada que suele fijarse entre el 60% y los dos tercios del electorado. Una mayoría cualificada requiere por tanto más votos que una mayoría simple para aprobar una decisión.
Existen distintas formas de mayoría cualificada, entre ellas:
- Porcentaje mínimo de votos: se puede requerir un porcentaje mínimo para poder tomar una decisión sensible, por ejemplo: dos tercios, tres quintos o cuatro séptimos de los votos. La mayoría absoluta, en este sentido, sería un tipo de mayoría cualificada. Las mayorías cualificadas que sean superiores a las absolutas se denominan reforzadas.
- Mínimo de votos emitidos: en este caso las abstenciones no son neutras, sino que impiden que la decisión se apruebe.

## Sistemas parlamentarios
Por lo general, se entiende por mayoría cualificada en los sistemas parlamentarios y, por extensión, en cualesquiera órganos colegiados públicos y privados, que la votación sobre un asunto sometido a su consideración requiere, para su aprobación, que se emita un porcentaje importante de votos a su favor (normalmente mayor del 50%). Una relación habitual suele ser superior a dos tercios de la cámara.
Con ello se busca que una decisión muy sensible deba adoptarse por una muy amplia mayoría.
En ocasiones también se requiere cuórum.

## Unión Europea
La mayoría cualificada corresponde al número de votos que debe alcanzarse en el Consejo para que se adopte una decisión cuando las deliberaciones se hacen sobre la base del apartado 2 del artículo 205 del Tratado constitutivo de la Comunidad Europea como en España, Reino Unido, Alemania o Francia.